# 長崎電気軌道1800形電車
長崎電気軌道1800形電車（ながさきでんききどう1800がたでんしゃ）は、2000年（平成12年）に登場した長崎電気軌道の路面電車車両である。

## 概要
朝ラッシュ時に運用されていた非冷房車の置き換えを目的として、アルナ工機にて2000年（平成12年）に2両（1801 - 1802）、2002年（平成14年）に1両（1803）の3両が製造された。
1982年（昭和57年）登場の1200形以来続く、車体のみを新造し主要機器を廃車発生品や予備品などから流用する機器更新車であるものの、車体構造や塗装はそれまでの形式から一新され、制御機器も同社の抵抗制御として初めて間接制御が採用されるなど、従来車とは相違点が多くなっている。

## 車体
車体構造は、1980年（昭和55年）の2000形から1999年（平成11年）の1700形まで続いた軽快電車スタイルから一新されている。
車両限界の見直し・拡大により、1700形と比較して車体幅は50mm、車体長も440mm延長され、同社初の12メートル級車両となった。窓配置は1700形と同様（D2D2）であるものの、側面・扉の窓寸法は拡大されている。車体塗装もホワイトをベースにワインレッドの濃淡の組み合わせで、在来車から一新された。側面は屋根上の機器を隠すように鋼体が上部に延長され、足回りも床下機器に保守性を考慮し開閉式としたカバーが設けられている。
行先表示器は経由する主要電停名を表示可能な大型のものが中扉左側の窓上部に設置されている。中扉（乗車口）は2000形以来となる両開き2枚折戸（開口幅1,300mm）となり、ステップと車内の段差も従来車より低減されている。
正面デザインは行先表示器と前面窓を一体化した、広島電鉄の5000形に類似した形状となった。
正面窓ガラスは垂直方向に曲線を描いた曲面ガラスで、行先表示器はガラスの内側に設置されている。前照灯・尾灯は、1700形までの丸型から角型となった。なお、前述の通り従来車から車体幅が拡大されたことから、夜間における車外からの車体幅確認を容易にするため、1500形・1700形では内側に配置されていた前照灯が、本形式では外側に配置されている。排障器はスカートタイプとなっている。
客室内は、座席幅の拡大や握り棒・降車ボタンの増設、フリーストップ式カーテンの採用等マイナーチェンジが図られている。

## 主要機器
台車（FS-51型）および主電動機（東洋電機TDK-524-2C型）は、西鉄北九州線600形の廃車発生品を流用していることから、基本性能は同じく600形の機器流用である1500形に準じている。
制御装置は、運転操作の簡易さや加速時の衝撃低減の観点から、新造品の間接自動制御（東洋電機ES653-A-M型）のものが搭載され、同社の抵抗制御車としては初の間接制御車となった。運転台の主幹制御器はデッドマン装置付きの左手操作式・ワンハンドルタイプ（東洋電機ES9215-A-M型。力行3ノッチ、電気制動1ノッチ）を搭載するが、ブレーキは在来車と同様のもの（SM-3型）が引き続き搭載されている。

## 運用

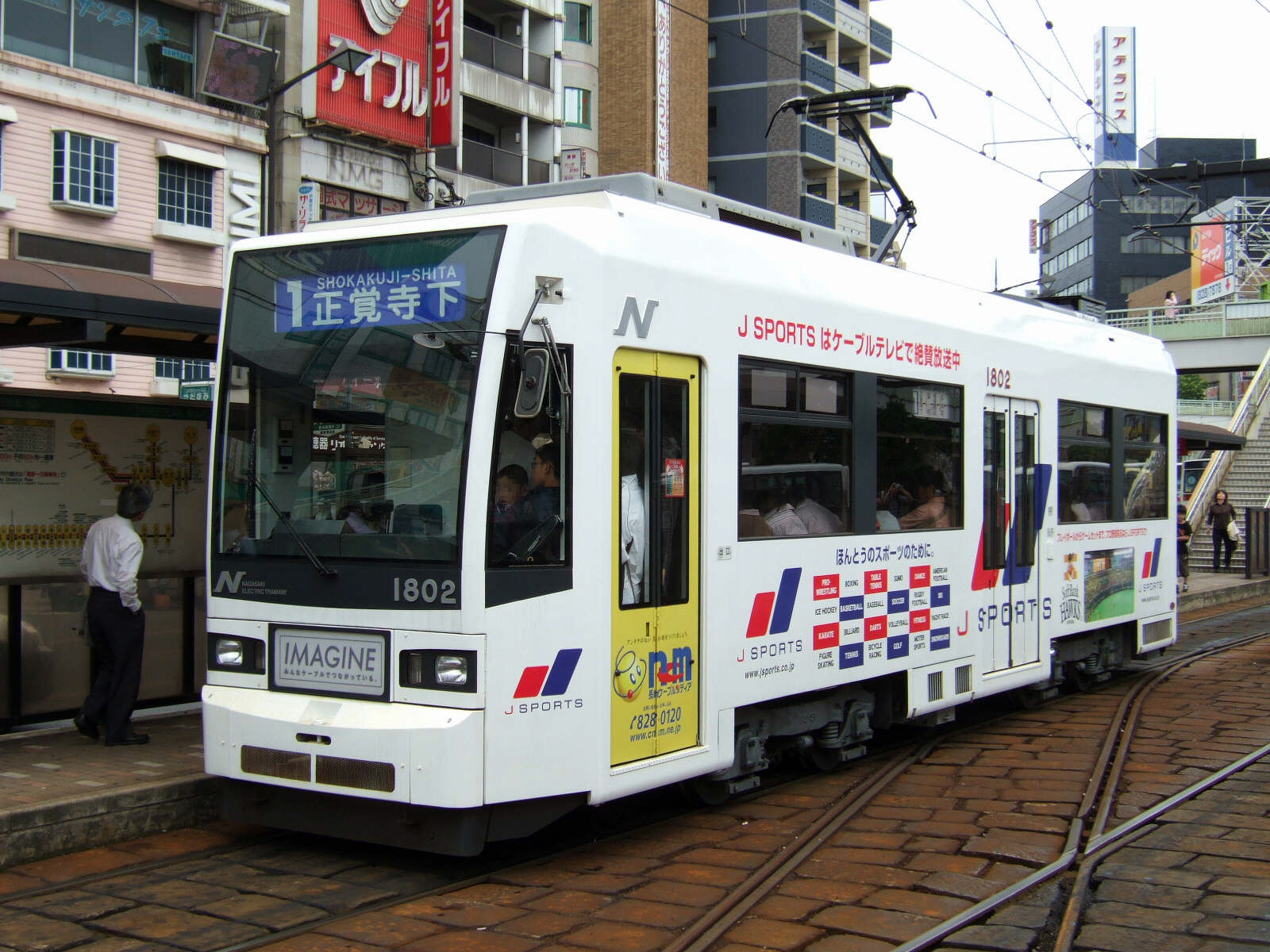
ケーブルテレビ局の全面広告車

2000年12月20日より営業運転を開始した。
2002年登場の1803号は、製造当初より制動系統の二重化、抵抗器の屋根上搭載（1801・1802号では床下に設置）といったマイナーチェンジが行われ、1801・1802号においても同様の改造が施行された。
2018年（平成30年）4月現在、3両（1801-1803）が在籍する。
2018年現在、全車がカラー電車Cタイプとして全面広告の対象となっている。

## 車歴表
| 車両番号 | 車体の入籍年月日 | 備考 |
| -------- | ---------------- | ---- |
| 1801     | 2000年12月6日    |      |
| 1802     | 2000年12月6日    |      |
| 1803     | 2002年1月30日    |      |